# Jan Pieter Kemper

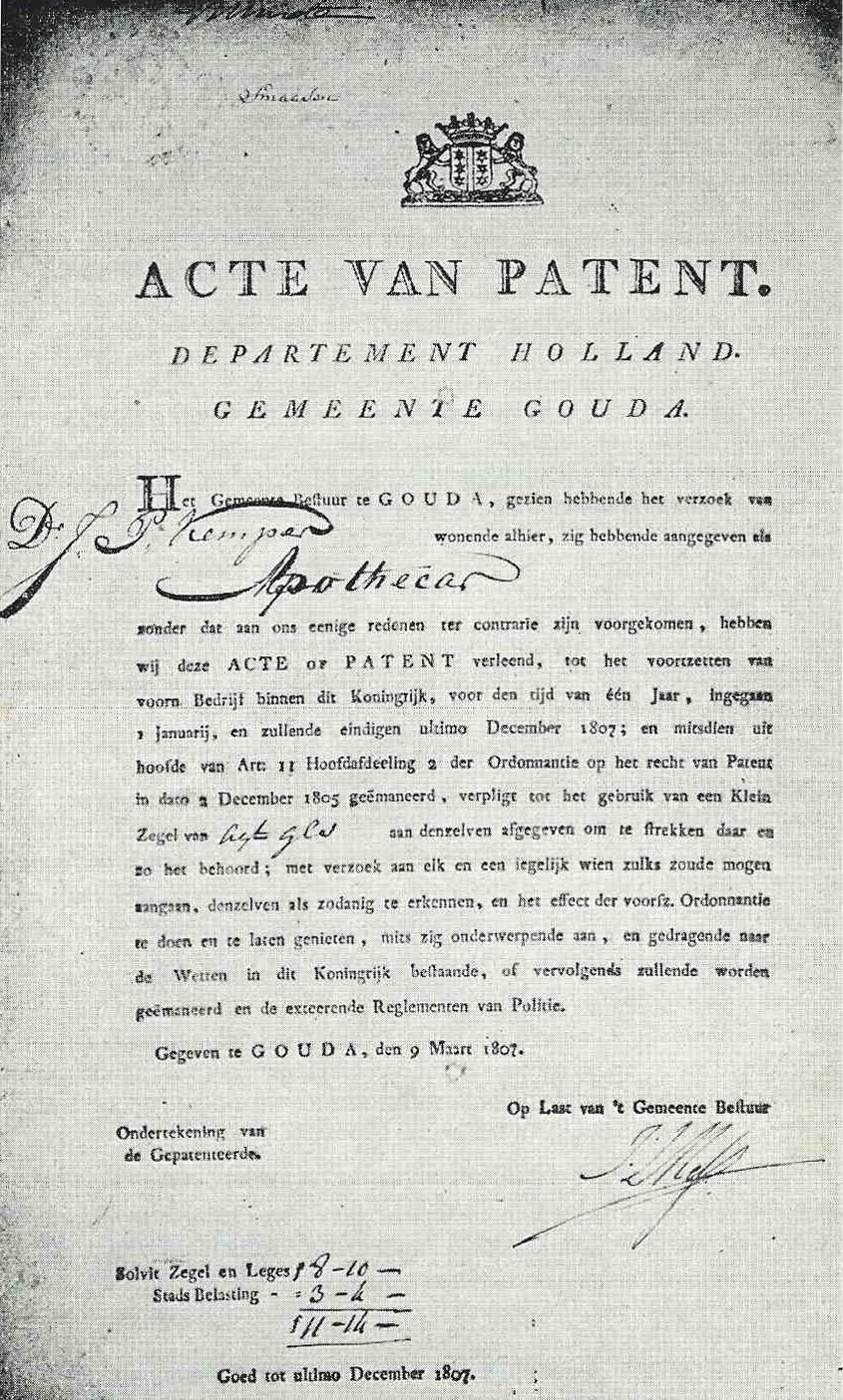
De aan Kemper verleend acte van patent voor de uitoefening van het apothekersbedrijf in Gouda (1807)

Dr. Jan Pieter Kemper (Zutphen, 6 augustus 1761 - Gouda, 19 maart 1838) was een Nederlandse arts en burgemeester.

## Leven en werk
Kemper werd in 1761 in Zutphen geboren als zoon van ds. Rudolph Kemper en Henriette Catherine van Hamel. Hij werd op 9 augustus in Zutphen gedoopt in de Lutherse Kerk aldaar. Zijn vader nam in 1763 een beroep aan als predikant van de Evangelisch Lutherse Kerk van Gouda. Kemper studeerde medicijnen in Leiden en promoveerde aldaar op 11 april 1788. In 1795 werd Kemper benoemd tot stadsarts van Gouda.  In 1801 rees er een conflict tussen de stadsartsen Kemper en zijn collega Imans met het stadsbestuur. Beide stadsartsen wensten tegen de zin van het stadsbestuur een eigen apotheek te exploiteren. Toen zij geen gevolg gaven aan de eisen van het stadsbestuur werden zij als stadsarts ontslagen. Zij zetten daarna hun praktijk als apotheekhoudende artsen in Gouda voort, maar vervulden geen taken meer als stadsarts. In 1808 werd Kemper benoemd tot voorzitter van de Commissie van geneeskundig toevoorzicht van Gouda. Onder anderen beide oud-stadsdoctoren en de fungerende stadsdoctor Büchner maakten hier deel van uit.
Kemper was ook politiek actief. In 1795 was hij lid van het provisioneel comité van Gouda. In de daaropvolgende jaren maakte hij deel uit van het stadsbestuur van Gouda. In 1815 werd Kemper benoemd tot burgemeester van Gouda. Samen met Van Harencarspel Decker en Van Toulon vormde hij het driehoofdige college van burgemeesters van Gouda. In 1824 werd Van Toulon benoemd tot burgemeester en Kemper en Van Bergen werden benoemd tot wethouder.
Kemper trouwde op 31 december 1798 met Johanna Adriana Slicher, dochter van de Goudse burgemeester mr. Jan Jacob Slicher en Wilhelmina Louisa Quarles.